# Támara Echegoyen
Támara Echegoyen Domínguez est une skipper espagnole née le 17 février 1984 à Orense. Elle est championne olympique d'Elliott 6m en 2012, championne du monde de match racing en 2013 et deux fois championne du monde de 49er FX, en 2016 et en 2020.

## Biographie
Támara Echegoyen Domínguez naît le 17 février 1984 à Orense, en Galice. Elle vit ensuite à une centaine de kilomètres de là, au bord de la mer, à Pontevedra. À six ans, elle découvre la compétition en Optimist, au Real Club Náutico de Vigo (es),. Puis elle navigue en Vaurien, en Laser Radial et en 470. Dès l'âge de 15 ans, elle participe intensivement à des championnats du monde. Elle étudie à l'université autonome de Barcelone, et obtient un diplôme en sciences des activités physiques et du sport.

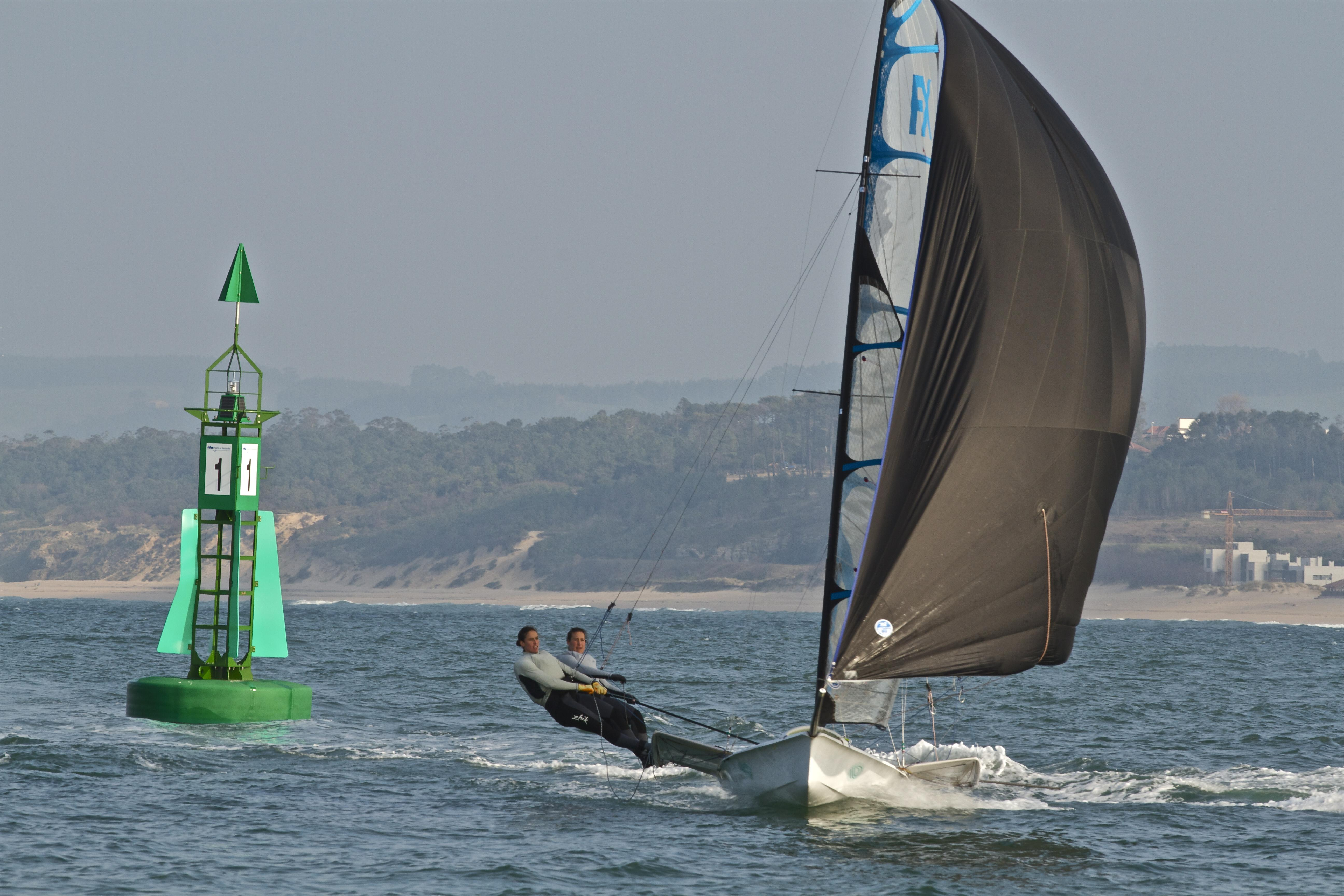
Berta Betanzos et Támara Echegoyen à l'entraînement sur 49er FX, en 2013.

En 2010 et 2011, avec Ángela Pumariega et Sofía Toro, elle est championne d'Espagne de match racing. Le 3 juillet 2011, avec les mêmes équipières et toujours en match racing, elle devient championne d'Europe.
En 2012, aux Jeux olympiques de Londres, elle remporte, avec les mêmes équipières, la médaille d'or en Elliott 6m. En 2013, avec Sofía Toro, Eva González (es), Lara Cacabelos (es) et Mariana Lobato (pt), elle est championne du monde de match racing. En juillet, elle quitte le Real Club Náutico de Vigo pour le Real Club Náutico de Sangenjo (es).  En 2016, elle est, avec Berta Betanzos, championne du monde de 49er FX.
En 2017, elle embarque à bord du VO65 Mapfre (es), pour la Volvo Ocean Race. Elle dispute toutes les étapes. En 2020, avec cette fois Paula Barceló (es), elle est à nouveau championne du monde de 49er FX. En 2023, elle prend le départ de The Ocean Race, à bord de l'Imoca Guyot Environnement-Team Europe.
En juin 2024, elle est nommée porte-drapeau de la délégation espagnole aux Jeux olympiques d'été de 2024 avec le kayakiste Marcus Cooper Walz.